# 국립 모스크바 국제 관계 대학교

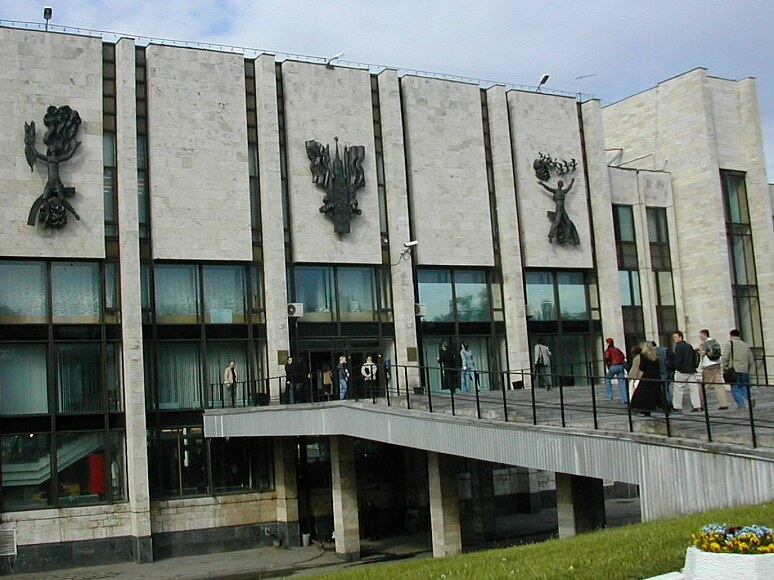
므기모대학교 주요 빌딩

므기모 대학교 전경

모스크바 국립 국제 관계 대학교(Moscow State Institute of International Relations, MGIMO-University)는 러시아 모스크바에 위치한 연구 중심 국립 대학이다. 일반적으로 므기모(MGIMO)라고 불린다. 므기모는 러시아 외무부 산하의 교육기관으로 소연방해체 후에는 학제를 서방수준으로 발 빠르게 맞추어 지금은 유럽연합이나 국제적으로도 여타 러시아 대학과는 그 위상의 차이가 상당하며, 러시아의 최고 명문 대학으로 꼽힌다. 므기모는 국제관계대학원연맹의 회원 학교 중 하나이다. 므기모에서는 56개의 언어를 가르치며, 이는 세계에서 가장 많은 선택 언어 과정이 있는 대학교이다.

## 상세
므기모는 과거 엘리트주의로 유명했다(구소련 시절에 므기모로 입학하는 학생들의 대부분이 고위 관료들의 자녀들이었기 때문이다). 현재 므기모의 학생들 또한 정계, 재계, 학계 등 다양한 분야의 엘리트들의 자녀들이다. 동시에 엄격한 입학절차에 따라 러시아, CIS국가와, 동유럽 전체에 걸쳐 우수하고 재능 있는 학생들을 수용하며, 학생들의 평균 성적 또한 최상위 수준을 유지하고 있다. 지금까지 약 400명을 상회하는 이 학교 졸업생들은 특명전권대사, 공사 1,2급 등 외무부 고위 상위직으로 진출하였고, 현재는 더욱 많은 므기모 출신자들이 러시아 외무부의 기간요원 및 주요 보직을 독차지하고 있다. 므기모 출신의 유명 인사들로는 러시아 외무장관(세르게이 라브로프), 전 주한러시아 대사(블라지미르 루킨) , 제 1 주한 러시아 대사였던 소꼬로프 등이 있고 이들 외에 현재 러시아의 각 분야에 포진하고 있는 므기모 출신 중량급 인사들은 더 이상 열거하기 어려울 정도이다. 또한 므기모는 유럽 최고의 교수진이 있는 것으로 유명하다. 므기모의 많은 교수들은 전권 대사, 장관, 유명 방송인, 금융인, 성공한 사업가 출신이다.

## 러시아 외교의 명소
한편 므기모는 러시아 대외관계의 메카라는 의미에 걸맞게 주요 외국 정상들이 러시아 방문시 반드시 탐방하여 연설하는 명소로 자리 잡았다. 예를 들면, 1991년 조지 H. W. 부시 전 미 대통령, 마거릿 대처 영국 수상, 나카소네 야스히로, 하시모토 류타로 일본 수상, 칼 빌트 스웨덴 총리, 1994년에는 부트로스 갈리, 코피 아난 전 유엔 사무총장, 장쩌민 중국 주석, 1999년 빌 클린턴 미국 대통령 2013년 시진핑 중국주석, 등이 방문하여 대회의실에서 연설한 바 있다. 그리고 대한민국의 이회창 총재, 김영삼 전 대통령, 반기문 전 UN사무총장, 정의화 전 국회의장 또한 방문, 연설하였다.

## 참고 문헌
- О МГИМО